# أحمد جحوح
أحمد جحوح هو لاعب كرة قدم مغربي من مواليد 31 يوليو 1983، يشغل مركز وسط ميدان ويلعب حاليا لنادي مومباي سيتي.

## ألقابه
منتخب المغرب لكرة القدم للمحليين
- كأس العرب
  - اللقب سنة 2012

| السنة | النادي          | اللقب                                 |
| ----- | --------------- | ------------------------------------- |
| 2012  | المغرب التطواني | بطل الدوري المغربي لكرة القدم 2011–12 |
| 2014  | المغرب التطواني | بطل الدوري المغربي لكرة القدم 2013–14 |

## وصلات خارجية
- أحمد جحوح على موقع الاتحاد الدولي (مؤرشف)  (الإنجليزية)
- أحمد جحوح على موقع قاعدة بيانات كرة القدم.إي يو (الإنجليزية)
- أحمد جحوح على موقع ناشيونال فوتبول تيمز (الإنجليزية)
- أحمد جحوح على موقع Soccerway.com (الإنجليزية)
- أحمد جحوح على موقع كووورة
- أحمد جحوح على موقع AS.com (الإسبانية)
- أحمد جحوح على موقع GSA (الإنجليزية)
- إحصائيات أحمد جحوح